# 香港東莞同鄉總會
香港東莞同鄉總會（英語：Tung Koon District General Association），由僑居香港、祖籍中國廣東省東莞市的人士創立于1946年，會員近3萬人，是香港具影響力的同鄉會之一。永遠會長為周錫年爵士，現任主席為王賜豪醫生，會長為王惠祺，該會現時共有23個分會及成員會，其中包括元朗分會、上水分會、大埔分會、沙田分會、粉嶺分會、屯門分會、新田古洞分會、觀塘分會、荃灣分會、沙田東莞青年體育會、新界東莞青年體育會、香港東莞石排同鄉會、香港東莞茶山同鄉會、東莞王氏宗親會、東莞石龍校友會等。
該會位於香港九龍砵蘭街368-370A耀中大廈4樓。